# 쓰시마 유지
쓰시마 유지(일본어: 津島 雄二, 1930년 1월 24일~2023년 10월 25일)는 11선 중의원 의원을 지낸 일본의 정치인이다.

## 생애
1930년에 도쿄부(지금의 도쿄도 스기나미구)에서 태어났다. 1946년 도쿄도립 제일중학교, 1949년 구제 제일고등학교를 졸업한 뒤 도쿄 대학 법학부에 진학했다. 1952년 사법시험에 합격했으며 다음 해 대학을 졸업한 뒤 대장성에서 공무원으로 근무했다.
풀브라이트 장학 프로그램을 이용해 1955년 7월 미국 시러큐스 대학교로 유학을 갔다. 돌아온 뒤인 1959년 간토신에쓰국세국 시나노나카노세무서장으로 발령받았으며 1963년엔 주프랑스 일본 대사관 3등 서기관이 되었다. 이때 일반소비세 도입안을 작성해 본국에 보고했다. 사무차관 오쿠라 마사타카 등 당시 대장성의 간부들은 재정 재건을 위해 필요한 제도라 판단하여 당시 총리대신이던 오히라 마사요시에게 이를 보고했다. 이는 당시 일본에서 소비세 도입에 관한 최초의 논의였다.
파리에서 쓰시마는 1등 서기관까지 승진했고 1964년엔 결혼도 했다. 이후 1967년에 복귀했으며 1969년엔 일본전매공사 관리조정본부 총무과장이 되었고 1971년에는 대장성 대신관방 참사관이 되었다. 1972년 7월엔 국세청 직세부 법인세과장을, 1974년 11월엔 두 번째로 대장성 대장관방 참사관이 되었다가 다음 달에 퇴직했다.
1976년 12월에 치러진 총선에 자유민주당 공천을 받고 출마해 당선됐다. 소속 파벌은 관료 출신이 많은 굉지회였다. 1981년 12월에 후생정무차관이 되었으며 1983년 12월엔 운수정무차관이, 1987년 11월엔 자유민주당 경리국장이 되었다가 1988년 12월 중의원 사회노동위원장이 되었다.
1990년 2월 제2차 가이후 내각에서 후생상으로 취임해 처음 입각했으며 1993년 7월 자민당 정무조사회장 대리가 되었다. 이후 자사사 연립 정권에 반대하며 1994년에 가이후 도시키를 설득해 총리대신으로 옹립하고자 했으나 실패했고 이후 자민당을 탈당했다. 그 뒤 고지회를 거쳐 7월에 자유개혁연합에 참여했다. 자유개혁연합이 해체된 뒤에는 신진당에 합류하지 않고 무소속으로 남았다가 1995년 3월 자민당으로 돌아갔다.
복당 후에는 굉지회가 아니라 헤이세이 연구회에 가입했다. 2000년 7월 제2차 모리 내각에서 다시 후생상을 맡았다. 2002년 1월 중의원 예산위원장이 되었고 2003년 11월엔 자민당 세제조사회장이 되었다가 2004년 1월 다시 중의원 예산위원장이 되었다. 그리고 2005년 11월 헤이세이 연구회의 회장이 되었다. 헤이세이 연구회는 자민당 보수본류를 대표하는 파벌이었고 한때 자민당을 넘어 일본 정계를 좌지우지했지만 이 무렵에는 파벌이 크게 쇠퇴해 인재난에 시달리고 있었다. 그래서 궁여지책으로 파벌 내 최다선 의원인 쓰시마를 회장으로 옹립했던 것이다. 이런 사정이 있었기에 당시 75세라는 고령이라는 점도 겹쳐 쓰시마는 파벌 회장이었음에도 총재 후보로는 거의 거론되지 못했다. 2006년 11월 자민당 세제조사회장이 되었다.
2008년 11월 전 후생사무차관 야마구치 다케히코가 습격을 당해 아내와 함께 피살되었으며 다음 날에는 전 후생사무차관 요시하라 겐지의 아내가 피습당해 부상을 입는 사건이 발생했다. 쓰시마는 "후생노동 행정을 비판해 온 야당이나 언론의 논조도 하나의 원인을 제공했다"라며 "후생노동성의 업무 성과는 평가하기가 어려운데 평론만 늘어놓고 있다. 그 결과 부조리한 행위로 이어졌다고 한다면 지극히 유감이다"라고 말했다(이 사건은 개인적 원한으로 인한 것이었지만 사건 발생 초기에는 연금 개혁에 대한 반감이 사건의 동기로 알려져 있었다).
2009년 7월에 차기 총선에 출마하지 않겠다고 선언하고 정계를 은퇴했다. 쓰시마의 지역구는 아들인 쓰시마 준이 물려받았다. 헤이세이 연구회의 후임 회장엔 누카가 후쿠시로가 취임했다. 2010년에 세무사로 등록했으며 2개월 뒤엔 SBI신생은행 고문이 되었다. 2011년 6월 프랑스 정부로부터 레지옹 도뇌르 훈장 오피시에 등급을 수훈했다.
2023년 10월 노환으로 도쿄도의 한 병원에서 사망했다. 향년 93세. 사후에 정3위에 추서됐다.

## 역대 선거 기록
|  | 12.3% |

|  | 16.6% |

|  | 14.6% |

|  | 21% |

|  | 20.1% |

|  | 16.8% |

|  | 19.3% |

|  | 43.63% |

|  | 51.39% |

|  | 39.7% |

|  | 40.42% |

| 전임 도이다 사부로 | 제71대 후생대신 1990년 2월 28일~1990년 12월 29일 | 후임 시모조 신이치로 |

| 전임 니와 유야 | 제84대 후생대신 2000년 7월 4일~2000년 12월 5일 | 후임 사카구치 지카라 |